# Mistrzostwa Świata w Narciarstwie Dowolnym 2013 – skicross mężczyzn
Panowie o medale mistrzostw świata rywalizowali 10 marca w Voss na trasie  Myrkdalen. Mistrzostwa świata z 2011 roku nie obronił Kanadyjczyk Christopher Del Bosco, który zajął 6 lokatę. Nowym mistrzem świata został Francuz Jean Frédéric Chapuis, srebro zdobył jego rodak Bastien Midol. Zaś brązowy krążek mistrzostw świata przypadł reprezentantowi Stanów Zjednoczonych Johnowi Tellerowi.

## Wyniki

### Kwalifikacje
|                                                                  | 3  | Jouni Pellinen          | Finlandia       | 0:56.15 | Q   |     |     |     |     |
|                                                                  | 16 | Jean Frédéric Chapuis   | Francja         | 0:56.27 | Q   |     |     |     |     |
|                                                                  | 10 | Tomáš Kraus             | Czechy          | 0:56.44 | Q   |     |     |     |     |
| .                                                                | 25 | Bastien Midol           | Francja         | 0:56.53 | Q   |     |     |     |     |
|                                                                  | 15 | Christopher Del Bosco   | Kanada          | 0:56.60 | Q   |     |     |     |     |
| .                                                                | 8  | Filip Flisar            | Słowenia        | 0:56.60 | Q   |     |     |     |     |
| .                                                                | 22 | Jonas Devouassoux       | Francja         | 0:56.61 | Q   |     |     |     |     |
| .                                                                | 5  | Anton Grimus            | Australia       | 0:56.64 | Q   |     |     |     |     |
|                                                                  | 14 | Daniel Böhnacker        | Niemcy          | 0:56.68 | Q   |     |     |     |     |
| .                                                                | 4  | Brady Leman             | Kanada          | 0:56.73 | Q   |     |     |     |     |
| .                                                                | 13 | John Teller             | USA             | 0:56.82 | Q   |     |     |     |     |
|                                                                  | 17 | Andreas Matt            | Austria         | 0:56.85 | Q   |     |     |     |     |
| .                                                                | 7  | Tristan Tafel           | Kanada          | 0:56.85 | Q   |     |     |     |     |
| .                                                                | 23 | Simon Stickl            | Niemcy          | 0:57.00 | Q   |     |     |     |     |
|                                                                  | 12 | Andreas Schauer         | Niemcy          | 0:57.04 | Q   |     |     |     |     |
| .                                                                | 9  | Alex Fiva               | Szwajcaria      | 0:57.05 | Q   |     |     |     |     |
|                                                                  | 20 | Scott Kneller           | Australia       | 0:57.08 | Q   |     |     |     |     |
| .                                                                | 30 | Christian Mithassel     | Norwegia        | 0:57.17 | Q   |     |     |     |     |
| .                                                                | 1  | David Duncan            | Kanada          | 0:57.29 | Q   |     |     |     |     |
| .                                                                | 29 | Viktor Andersson        | Szwecja         | 0:57.31 | Q   |     |     |     |     |
| .                                                                | 18 | Jegor Korotkow          | Rosja           | 0:57.38 | Q   |     |     |     |     |
| .                                                                | 42 | Franz Promok            | Austria         | 0:57.44 | Q   |     |     |     |     |
|                                                                  | 26 | Thomas Zangerl          | Austria         | 0:57.59 | Q   |     |     |     |     |
|                                                                  | 34 | Conradign Netzer        | Szwajcaria      | 0:57.64 | Q   |     |     |     |     |
| .                                                                | 19 | Joe Swensson            | USA             | 0:57.66 | Q   |     |     |     |     |
| .                                                                | 47 | Marco Tomasi            | Włochy          | 0:57.68 | Q   |     |     |     |     |
| .                                                                | 21 | Didrik Bastian Juell    | Norwegia        | 0:57.69 | Q   |     |     |     |     |
| .                                                                | 38 | Iwan Anikin             | Rosja           | 0:57.76 | Q   |     |     |     |     |
| .                                                                | 32 | Peter Stähli            | Szwajcaria      | 0:57.79 | Q   |     |     |     |     |
| .                                                                | 36 | Siergiej Możajew        | Rosja           | 0:57.81 | Q   |     |     |     |     |
| .                                                                | 35 | John Eklund             | Szwecja         | 0:57.84 | Q   |     |     |     |     |
| .                                                                | 28 | Morten Ring Christensen | Norwegia        | 0:57.89 | Q   |     |     |     |     |
| .                                                                | 27 | Lars Lewén              | Szwecja         | 0:57.92 | Q   |     |     |     |     |
| .                                                                | 33 | Thomas Lie Borge        | Norwegia        | 0:57.94 | Q   |     |     |     |     |
| .                                                                | 39 | Jakub Kopřiva           | Czechy          | 0:58.00 | Q   |     |     |     |     |
| .                                                                | 40 | Christoph Wahrstötter   | Austria         | 0:58.06 | Q   |     |     |     |     |
| .                                                                | 43 | Marcin Orłowski         | Polska          | 0:58.23 |     |     |     |     |     |
|                                                                  | 44 | Jamie Prebble           | Nowa Zelandia   | 0:58.29 |     |     |     |     |     |
| .                                                                | 48 | Diego Castellaz         | Włochy          | 0:58.30 |     |     |     |     |     |
| .                                                                | 46 | Kenji Kono              | Japonia         | 0:58.43 |     |     |     |     |     |
| .                                                                | 31 | Louis-Pierre Hélie      | Kanada          | 0:58.50 |     |     |     |     |     |
| .                                                                | 54 | Ed Drake                | Wielka Brytania | 0:58.52 |     |     |     |     |     |
| .                                                                | 52 | Stephan Miribung        | Włochy          | 0:58.52 |     |     |     |     |     |
| .                                                                | 37 | Roman Ilin              | Rosja           | 0:58.52 |     |     |     |     |     |
| .                                                                | 45 | Mateusz Habrat          | Polska          | 0:58.70 |     |     |     |     |     |
| .                                                                | 41 | Stefan Thanei           | Włochy          | 0:58.78 |     |     |     |     |     |
| .                                                                | 49 | Borja Gregorio          | Hiszpania       | 0:59.13 |     |     |     |     |     |
| .                                                                | 53 | Matic Masterl           | Słowenia        | 1:00.04 |     |     |     |     |     |
| .                                                                | 50 | Federico Pastore        | Argentyna       | 1:01.69 |     |     |     |     |     |
| .                                                                | 51 | Tomáš Bartalský         | Słowacja        | 1:01.80 |     |     |     |     |     |
| .                                                                | 2  | Jonathan Midol          | Francja         | 1:18.55 |     |     |     |     |     |
|                                                                  | 6  | Armin Niederer          | Szwajcaria      | DNF     | DNF | DNF | DNF | DNF | DNF |
|                                                                  | 11 | Victor Öhling Norberg   | Szwecja         | DNF     | DNF | DNF | DNF | DNF | DNF |
| .                                                                | 24 | Thomas Fischer          | Niemcy          | DNS     | DNS | DNS | DNS | DNS | DNS |
| DNS – nie wystartował DNF – nie ukończył Q – awans do 1/8 finału |    |                         |                 |         |     |     |     |     |     |

### Runda Finałowa

#### 1/8 Finału
| Pozycja | Nr | Zawodnik                | Kraj       | Uwagi |
| ------- | -- | ----------------------- | ---------- | ----- |
| 1.      | 9  | Alex Fiva               | Szwajcaria | Q     |
| 2.      | 3  | Jouni Pellinen          | Finlandia  | Q     |
| 3.      | 20 | Scott Kneller           | Australia  |       |
| DNS     | 28 | Morten Ring Christensen | Norwegia   |       |

| Pozycja | Nr | Zawodnik         | Kraj       | Uwagi |
| ------- | -- | ---------------- | ---------- | ----- |
| 1.      | 14 | Daniel Böhnacker | Niemcy     | Q     |
| 2.      | 5  | Anton Grimus     | Australia  | Q     |
| 3       | 34 | Conradign Netzer | Szwajcaria |       |
| 4.      | 19 | Joe Swensson     | USA        |       |

| Pozycja | Nr | Zawodnik              | Kraj    | Uwagi |
| ------- | -- | --------------------- | ------- | ----- |
| 1.      | 17 | Andreas Matt          | Austria | Q     |
| 2.      | 15 | Christopher Del Bosco | Kanada  | Q     |
| 3.      | 38 | Iwan Anikin           | Rosja   |       |
| 4.      | 18 | Jegor Korotkow        | Rosja   |       |

| Pozycja | Nr | Zawodnik         | Kraj       | Uwagi |
| ------- | -- | ---------------- | ---------- | ----- |
| 1.      | 2  | Jonathan Midol   | Francja    | Q     |
| 2.      | 7  | Tristan Tafel    | Kanada     | Q     |
| 3.      | 32 | Peter Stähli     | Szwajcaria |       |
| 4.      | 29 | Viktor Andersson | Szwecja    |       |

| Pozycja | Nr | Zawodnik         | Kraj   | Uwagi |
| ------- | -- | ---------------- | ------ | ----- |
| 1.      | 10 | Tomáš Kraus      | Czechy | Q     |
| 2.      | 36 | Siergiej Możajew | Rosja  | Q     |
| 3.      | 1  | David Duncan     | Kanada |       |
| 4.      | 23 | Simon Stickl     | Niemcy |       |

| Pozycja | Nr | Zawodnik             | Kraj     | Uwagi |
| ------- | -- | -------------------- | -------- | ----- |
| 1.      | 13 | John Teller          | USA      | Q     |
| 2.      | 8  | Filip Flisar         | Słowenia | Q     |
| 3.      | 42 | Franz Promok         | Austria  |       |
| 4.      | 21 | Didrik Bastian Juell | Norwegia |       |

| Pozycja | Nr | Zawodnik          | Kraj    | Uwagi |
| ------- | -- | ----------------- | ------- | ----- |
| 1.      | 4  | Brady Leman       | Kanada  | Q     |
| 2.      | 47 | Marco Tomasi      | Włochy  | Q     |
| 3.      | 26 | Thomas Zangerl    | Austria |       |
| 4.      | 22 | Jonas Devouassoux | Francja |       |

| Pozycja | Nr | Zawodnik              | Kraj     | Uwagi |
| ------- | -- | --------------------- | -------- | ----- |
| 1.      | 12 | Andreas Schauer       | Niemcy   | Q     |
| 2.      | 16 | Jean Frédéric Chapuis | Francja  | Q     |
| 3.      | 30 | Christian Mithassel   | Norwegia |       |
| 4.      | 35 | John Eklund           | Szwecja  |       |

#### Ćwierćfinał
| Pozycja | Nr | Zawodnik         | Kraj       | Uwagi |
| ------- | -- | ---------------- | ---------- | ----- |
| 1.      | 3  | Jouni Pellinen   | Finlandia  | Q     |
| 2.      | 5  | Anton Grimus     | Australia  | Q     |
| 3.      | 9  | Alex Fiva        | Szwajcaria |       |
| 4.      | 14 | Daniel Böhnacker | Niemcy     |       |

| Pozycja | Nr | Zawodnik              | Kraj    | Uwagi |
| ------- | -- | --------------------- | ------- | ----- |
| 1.      | 2  | Jonathan Midol        | Francja | Q     |
| 2.      | 15 | Christopher Del Bosco | Kanada  | Q     |
| 3.      | 7  | Tristan Tafel         | Kanada  |       |
| 4.      | 17 | Andreas Matt          | Austria |       |

| Pozycja | Nr | Zawodnik         | Kraj     | Uwagi |
| ------- | -- | ---------------- | -------- | ----- |
| 1.      | 8  | Filip Flisar     | Słowenia | Q     |
| 2.      | 13 | John Teller      | USA      | Q     |
| DNF     | 10 | Tomáš Kraus      | Czechy   |       |
| DNF     | 36 | Siergiej Możajew | Rosja    |       |

| Pozycja | Nr | Zawodnik              | Kraj    | Uwagi |
| ------- | -- | --------------------- | ------- | ----- |
| 1.      | 16 | Jean Frédéric Chapuis | Francja | Q     |
| 2.      | 47 | Marco Tomasi          | Włochy  | Q     |
| 3.      | 12 | Andreas Schauer       | Niemcy  |       |
| 4.      | 4  | Brady Leman           | Kanada  |       |

#### Półfinał
| Pozycja | Nr | Zawodnik              | Kraj      | Uwagi |
| ------- | -- | --------------------- | --------- | ----- |
| 1.      | 3  | Jouni Pellinen        | Finlandia | QF    |
| 2.      | 2  | Jonathan Midol        | Francja   | QF    |
| 3.      | 15 | Christopher Del Bosco | Kanada    | Q MF  |
| 4.      | 5  | Anton Grimus          | Australia | Q MF  |

| Pozycja | Nr | Zawodnik              | Kraj     | Uwagi |
| ------- | -- | --------------------- | -------- | ----- |
| 1.      | 16 | Jean Frédéric Chapuis | Francja  | QF    |
| 2.      | 13 | John Teller           | USA      | QF    |
| 3.      | 47 | Marco Tomasi          | Włochy   | Q MF  |
| 4.      | 8  | Filip Flisar          | Słowenia | Q MF  |

#### Finały
Mały Finał
| Pozycja | Nr | Zawodnik              | Kraj      |
| ------- | -- | --------------------- | --------- |
| 5.      | 8  | Filip Flisar          | Słowenia  |
| 6.      | 15 | Christopher Del Bosco | Kanada    |
| 7.      | 5  | Anton Grimus          | Australia |
| 8.      | 47 | Marco Tomasi          | Włochy    |

Finał
| Pozycja | Nr | Zawodnik              | Kraj      |
| ------- | -- | --------------------- | --------- |
|         | 16 | Jean Frédéric Chapuis | Francja   |
|         | 2  | Jonathan Midol        | Francja   |
|         | 13 | John Teller           | USA       |
| 4.      | 3  | Jouni Pellinen        | Finlandia |